# Willeke van der Weide
Willeke van der Weide (Oudewater, 9 september 1965) is een Nederlandse voormalig wielrenster en triatlete. In 1996 werd ze Nederlands kampioene tijdrijden, dat zelfde jaar mocht ze deelnemen aan het wereldkampioenschap tijdrijden waar ze 32e werd.